# Oecetis michaeli
Oecetis michaeli là một loài Trichoptera trong họ Leptoceridae. Chúng phân bố ở vùng Indomalaya.